# Ngụy biện con bạc

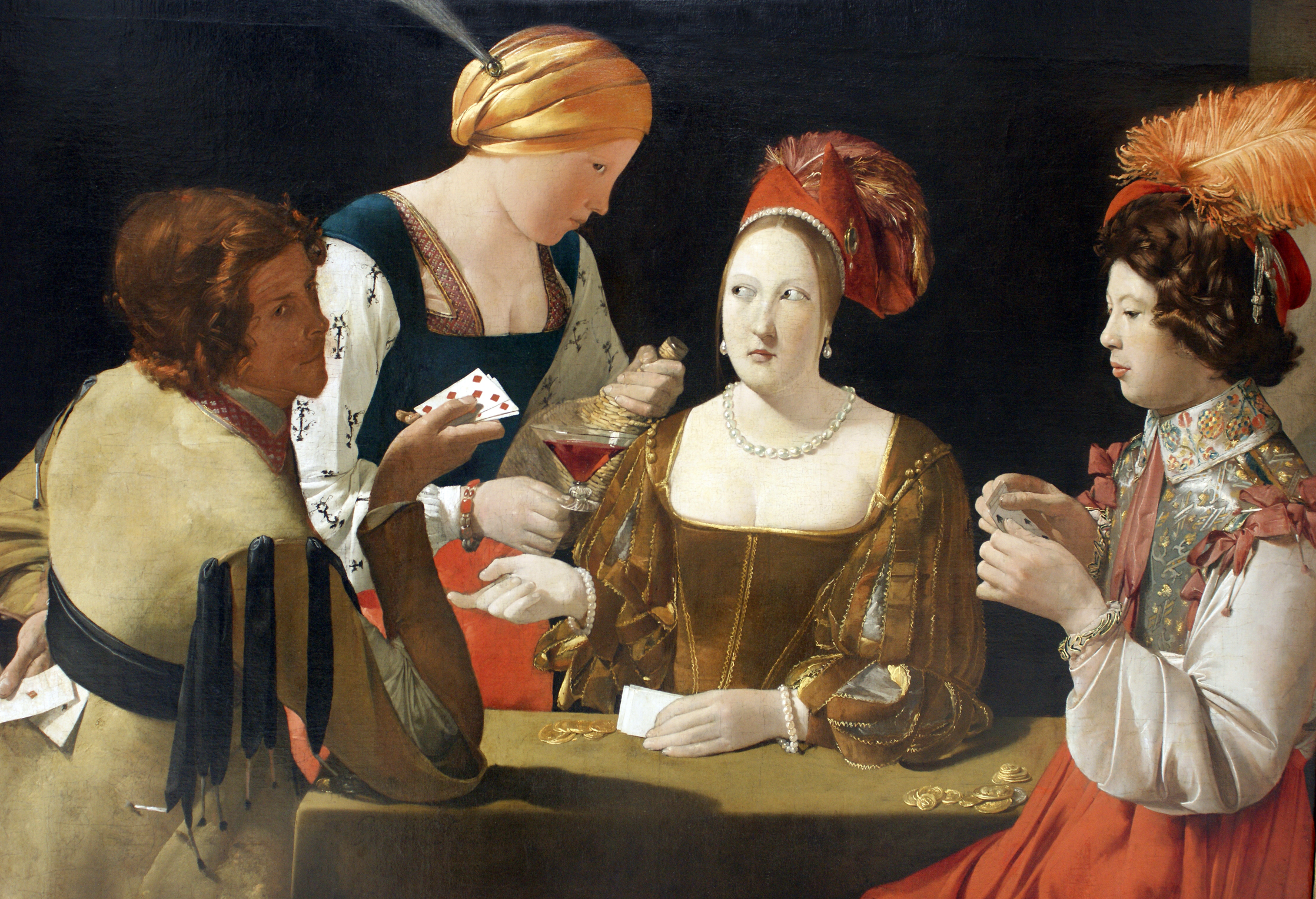
Kẻ bạc gian (Le Tricheur), họa phẩm của Georges de La Tour, trưng bày tại bảo tàng Louvre, Paris

Ngụy biện con bạc, hay ngụy biện của tay cá cược, ngụy biện Monte Carlo hoặc ngụy biện về thời cơ chín muồi, là niềm tin sai lầm rằng nếu một biến cố cụ thể xảy ra thường xuyên hơn bình thường trong quá khứ thì nó sẽ ít có khả năng xảy ra hơn trong tương lai (hoặc ngược lại), dù thực tế là xác suất các biến cố đó xảy ra không phụ thuộc vào quá khứ. Những biến cố có tính chất độc lập về lịch sử như vậy được gọi là biến cố độc lập về mặt thống kê. Ngụy biện này thường được liên hệ với cờ bạc. Ví dụ, một tay bạc có thể cho rằng lần tung xúc xắc tiếp theo có nhiều khả năng ra mặt sáu vì những lần tung gần nhất có tỷ lệ ra mặt sáu thấp hơn thông thường.
Tên gọi "ngụy biện Monte Carlo" bắt nguồn từ ví dụ nổi tiếng nhất về hiện tượng này, xảy ra tại Sòng bạc Monte Carlo năm 1913.

## Các ví dụ

### Tung đồng xu

Mô phỏng tung đồng xu: Trong mỗi khung hình, đồng xu có một mặt đỏ và một mặt xanh lại được tung một lần. Kết quả của mỗi lần tung được thể hiện bằng một chấm màu trong cột tương ứng. Biểu đồ hình tròn ở bên phải cho thấy tỷ lệ mặt đỏ/xanh tiến dần đến 50-50 (quy luật số lớn). Nhưng hiệu số giữa mặt đỏ và mặt xanh không giảm dần về 0 một cách có hệ thống.

Một minh hoạ cho ngụy biện con bạc là phép thử tung nhiều lần một đồng xu cân đối. Kết quả của các lần tung khác nhau là độc lập về mặt thống kê.
Xác suất tung ra mặt ngửa trong một lần tung là 1/2.
Xác suất tung ra mặt ngửa trong cả hai lần tung là 1/4.
Xác suất tung ra mặt ngửa trong cả ba lần tung là 1/8.
Nói chung, nếu Ai là biến cố tung i lần một đồng xu cân đối và đều ra mặt ngửa, thì xác suất xảy ra (Pr) của Ai là:
{\displaystyle \Pr \left(\bigcap _{i=1}^{n}A_{i}\right)=\prod _{i=1}^{n}\Pr(A_{i})={1 \over 2^{n}}}
Nếu sau khi biến cố mặt ngửa xuất hiện 4 lần liên tiếp, lần tung tiếp theo cũng ra mặt ngửa, thì một chuỗi năm mặt ngửa sẽ được hình thành. Vì xác suất để chuỗi này xảy ra là 1/32, một người nào đó có thể tin rằng lần tung tiếp theo sẽ có nhiều khả năng ra mặt sấp hơn so với mặt ngửa. Điều này là không chính xác và là một ví dụ cho ảo tưởng người đánh bạc. Biến cố "5 mặt ngửa liên tiếp" và biến cố "4 mặt ngửa, rồi 1 mặt sấp" có khả năng xảy ra bằng nhau và bằng 1/32. Sau bốn lần tung đầu tiên đều ra mặt ngửa, xác suất để lần tung tiếp theo cũng ra mặt ngửa là:
{\displaystyle \Pr \left(A_{5}|A_{1}\cap A_{2}\cap A_{3}\cap A_{4}\right)=\Pr \left(A_{5}\right)={\frac {1}{2}}}
Dù chuỗi năm mặt ngửa liên tiếp có xác suất là 1/32 = 0,03125 (chỉ lớn hơn 3% một chút), người chơi không nhận ra rằng đây là trường hợp ngay trước khi tung đồng xu đầu tiên. Sau bốn lần tung đầu tiên trong ví dụ này, kết quả không còn là ẩn số, vì vậy xác suất của chúng tại thời điểm đó bằng 1 (100%). Xác suất để một chuỗi ngửa hoặc sấp có độ dài bất kỳ tiếp tục cho ra một lần tung với chính mặt đó luôn là 0,5. Lập luận cho rằng lần tung thứ năm có nhiều khả năng ra mặt sấp hơn vì bốn lần tung trước đều ra mặt ngửa, rằng chuỗi may mắn trong quá khứ ảnh hưởng đến xác suất xảy ra trong tương lai, là cơ sở của ngụy biện.

### Lý do đồng xu cân đối có xác suất1/2
Nếu một đồng xu cân đối được tung 21 lần, xác suất xảy ra biến cố 21 mặt ngửa liên tiếp là 1/2.097.152. Xác suất đồng xu đó tiếp tục ra mặt ngửa sau khi đã ra 20 lần mặt ngửa liên tiếp là 1/2.
Xét phép thử tung một đồng xu cân đối 21 lần:
- Xác suất biến cố "20 mặt ngửa rồi 1 mặt sấp" xảy ra là 0,520 × 0,5 = 0,521
- Xác suất biến cố "20 mặt ngửa rồi 1 mặt ngửa" xảy ra là 0,520 × 0,5 = 0,521

Xác suất xảy ra của cả hai biến cố "20 mặt ngửa rồi 1 mặt sấp" và "20 mặt ngửa rồi 1 mặt ngửa" đều là 1/2.097.152.
Trong phép thử này, hai biến cố "20 mặt ngửa rồi 1 mặt sấp" và "21 mặt ngửa" có xác suất xảy ra tương đương nhau, và cũng tương đương với bất kỳ biến cố nào khác trong không gian mẫu của phép thử đang xét, bằng 0,521, hay 1/2.097.152. Mệnh đề cho rằng xác suất sẽ thay đổi theo kết quả của các lần tung trước là không chính xác vì mọi biến cố trong không gian mẫu của phép thử trên đều có khả năng xảy ra như mọi kết quả khác. Theo định lý Bayes, xác suất của mỗi lần tung đơn lẻ bằng đúng xác suất của đồng xu cân đối: 1/2.

### Những ví dụ khác
Ngụy biện con bạc dẫn đến quan niệm sai lầm rằng những thất bại trước đó sẽ khiến xác suất thành công ở những lần thử tiếp theo tăng lên.
Đối với một con xúc xắc 16 mặt cân đối, xác suất của mỗi biến cố là 1/16 (6,25%). Nếu người chơi phải tung ra mặt 1 để thắng, xác suất để người đó tung ra mặt này ít nhất một lần trong 16 lần tung là:
{\displaystyle 1-\left[{\frac {15}{16}}\right]^{16}\,=\,64.39\%}
Xác suất thua ở lần tung đầu tiên là 15/16 (93,75%).
Theo ảo tưởng người đánh bạc, người chơi sẽ có cơ hội thắng cao hơn sau khi đã thua một lần.
Trên thực tế, lúc này, xác suất để thắng ít nhất một lần là:
{\displaystyle 1-\left[{\frac {15}{16}}\right]^{15}\,=\,62.02\%}
Sau khi thua ở lần tung đầu, xác suất chiến thắng của người chơi sẽ giảm đi 2,37%. Sau 5 lần thua, xác suất này chỉ còn khoảng 0,5083 (50,83%).
Xác suất để người chơi chiến thắng ít nhất một lần không những không tăng lên sau một chuỗi thua, mà còn giảm đi, vì số lần tung còn lại sẽ ít dần. Xác suất chiến thắng ở lần tung cuối cùng sẽ bằng xác suất khi chỉ tung một lần duy nhất, tương đương 1/16 (6,25%).

## Nghịch đảo
Nếu đồng xu có xu hướng ra mặt sấp, một tay bạc cũng có thể sẽ cho rằng mặt sấp là kết quả khả quan hơn, và nghĩ đồng xu có thể không cân đối. Kết luận hợp lý kiểu Bayes này không phải là ngụy biện. Nếu tin rằng tỷ lệ cược nghiêng về cửa "sấp" hơn, tay bạc sẽ không có lý do gì để đổi sang cửa "ngửa". Tuy nhiên, nếu đoán sự kiện sau dựa trên những sự kiện trước, người đó sẽ mắc lỗi ngụy biện.
Ngụy biện con bạc nghịch đảo, như Ian Hacking mô tả, là tình huống một tay bạc bước vào phòng, thấy một người tung một cặp xúc xắc ra hai mặt 6, rồi kết luận sai lầm rằng người đó đã tung xúc xắc khá lâu, vì nghĩ lần thử đầu tiên thì khó tung được như vậy.

## Ngụy biện con bạc hồi tưởng
Nhiều chuyên gia đã nghiên cứu xem liệu có tồn tại thiên kiến nào tương tự đối với các suy luận về các sự kiện chưa biết trong quá khứ dựa trên các sự kiện tiếp theo đã biết hay không, và gọi đây là "ngụy biện con bạc hồi tưởng".
Một ví dụ cho ngụy biện con bạc hồi tưởng: một người quan sát thấy nhiều lần tung đồng xu ra mặt ngửa liên tiếp, và kết luận rằng có nhiều lần đồng xu ra mặt sấp ở những lần tung chưa biết trước đó.
Nhiều người đã lập luận rằng các ví dụ thực tế cho ngụy biện này tồn tại trong nhiều sự kiện, chẳng hạn như nguồn gốc của vũ trụ. Trong tác phẩm Universes của mình, John Leslie lập luận: "sự hiện diện của nhiều vũ trụ có các đặc tính rất khác nhau có lẽ là lời giải thích thoả đáng nhất cho việc tồn tại ít nhất một vũ trụ có đặc tính cho phép sự sống". Daniel M. Oppenheimer và Benoît Monin viết: "Nói cách khác, 'lời giải thích tốt nhất' cho một sự kiện có xác suất xảy ra thấp là nó chỉ là một trong nhiều lần thử. Đó là trực giác cốt lõi của ngụy biện con bạc nghịch đảo". Nhiều cuộc bàn luận triết học vẫn diễn ra, tranh cãi về việc liệu những lập luận như vậy có phải là ngụy biện hay không, và cho rằng sự xuất hiện của vũ trụ của chúng ta không nói lên điều gì về sự tồn tại của các vũ trụ khác hoặc những phép thử của các vũ trụ. Ba nghiên cứu nhằm xác định sự tồn tại của ngụy biện con bạc hồi tưởng liên quan đến các sinh viên Đại học Stanford đã được tiến hành, và đều kết luận rằng con người sẽ sử dụng ngụy biện con bạc khi hồi tưởng cũng như với các sự kiện tương lai. Các tác giả của cả ba nghiên cứu kết luận rằng phát hiện của họ có "ý nghĩa về phương pháp luận" đáng kể nhưng cũng có thể có "ý nghĩa quan trọng về lý thuyết", và cần được điều tra, nghiên cứu: "để hiểu kỹ hơn về quá trình lập luận, chúng ta cần nghiên cứu cách chúng ảnh hưởng đến những dự đoán của chúng ta về tương lai, và cả những nhận thức về quá khứ."

## Sinh con
Năm 1796, trong Một bài tiểu luận triết học về xác suất, Pierre-Simon Laplace mô tả cách những người đàn ông tính toán khả năng có con trai: "Tôi đã thấy những người đàn ông khao khát có con trai. Họ cứ ghen tức với những bé trai sinh cùng tháng nhưng trước con họ. Vì nghĩ số con trai và con gái được sinh ra mỗi tháng là như nhau, nên họ cho rằng những đứa con trai sinh trước sẽ làm tăng khả năng những đứa trẻ sinh sau là con gái." Những người cha tương lai lo sợ rằng nếu những người xung quanh sinh ra nhiều con trai hơn, thì con họ sẽ có nhiều khả năng là con gái hơn. Bài luận này của Laplace được coi là một trong những mô tả đầu tiên về ngụy biện con bạc.
Sau khi có nhiều con cùng giới, một số cha mẹ có thể sẽ tin rằng đứa con tiếp theo của họ sẽ khác giới. Dù giả thuyết Trivers – Willard dự đoán rằng giới tính khi sinh phụ thuộc vào điều kiện sống (trong điều kiện sống tốt thì sẽ có nhiều bé trai hơn, điều kiện sống kém hơn thì sẽ có nhiều bé gái hơn), xác suất sinh con của một trong hai giới vẫn được coi là gần 0,5 (50%).

## Sòng bạc Monte Carlo

Bóng trên bánh xe roulette ở vị trí số 26.

Một trong những ví dụ nổi tiếng nhất cho ngụy biện con bạc là một vòng roulette ở sòng bạc Monte Carlo ngày 18 tháng 8 năm 1913, khi quả bóng rơi vào ô đen 26 lần liên tiếp. Biến cố này có khả năng xảy ra cực kỳ thấp: nếu việc tung bóng hoàn toàn là ngẫu nhiên, xác suất để quả bóng rơi 26 lần liên tiếp vào ô đỏ hoặc đen là (18/37)26-1, tương đương khoảng 1/66.562.630. Những tay bạc không đặt cửa đen đã thua hàng triệu franc vì cho rằng chuỗi ô đen đã khiến tính ngẫu nhiên của vòng bị mất cân bằng, và sau chuỗi ô đen phải là một chuỗi ô đỏ.

## Không phải ví dụ

### Những biến cố không độc lập
Ngụy biện con bạc không được áp dụng khi xác suất các biến cố khác nhau xảy ra không độc lập với nhau. Trong những trường hợp như hoán vị thống kê, xác suất của các biến cố sau có thể thay đổi dựa trên kết quả của các biến trong quá khứ.
Ví dụ, xét phép thử rút bài ra từ cỗ 52 lá, không có Joker:
Nếu một lá Át được rút ra mà không đặt lại, lần rút tiếp theo sẽ có nhiều khả năng ra quân khác hơn so với Át. Xác suất rút được một quân Át sẽ giảm từ 4/52 (7,69%) xuống còn 3/51 (5,88%), còn xác suất rút được quân khác lại tăng từ 4/52 (7,69%) lên 4/51 (7,84%). Hiệu ứng này cho phép sử dụng chiến thuật đếm bài trong blackjack và các trò tương tự.

### Thiên hướng
Trong các minh hoạ cho ngụy biện con bạc và nghịch đảo tương ứng, phép thử (chẳng hạn như tung đồng xu) được cho là hoàn toàn ngẫu nhiên. Trong thực tế, giả định này có thể không đúng. Ví dụ, nếu một đồng xu cân đối được tung 21 lần, xác suất xảy ra biến cố "21 mặt ngửa" là 1 trên 2.097.152. Vì xác suất này là rất nhỏ, nên nếu biến cố xảy ra, rất có thể đồng xu đó có xu hướng lật ngửa, hoặc do bị điều khiển bởi nam châm ẩn, hay các cách khác tương tự. Trong trường hợp này, cách đặt cược thông minh là đặt vào cửa "mặt ngửa", vì suy luận kiểu Bayes từ bằng chứng thực nghiệm - 21 mặt ngửa liên tiếp - cho thấy rằng đồng xu có xu hướng ra mặt ngửa. Suy luận Bayes có thể được sử dụng để chỉ ra rằng khi tỷ lệ dài hạn của các kết quả khác nhau là không xác định nhưng có thể trao đổi (có nghĩa là quá trình ngẫu nhiên mà từ đó các kết quả được tạo ra có thể sai lệch nhưng đều có khả năng sai lệch theo bất kỳ hướng nào) và quá trình trước đó các quan sát chứng minh hướng có khả năng xảy ra sai lệch, kết quả xảy ra nhiều nhất trong quan sát cũng có khả năng xảy ra lại nhiều nhất.
Ví dụ: nếu một đồng xu có 1% xác suất tiên nghiệm là không cân đối và đồng xu đó sẽ cho ra mặt ngửa trong 60% trường hợp, thì sau 21 lần ra mặt ngửa, xác suất không cân đối của đồng xu đó sẽ tăng lên đến khoảng 32%.
Vở kịch Rosencrantz và Guildenstern Are Dead (Tom Stoppard) có đề cập đến vấn đề này ở cảnh mở màn, khi một nhân vật liên tục tung ra mặt ngửa, còn người kia thì tìm cách giải thích.

### Xác suất thay đổi
Nếu các yếu tố bên ngoài được phép thay đổi xác suất của các sự kiện, thì ngụy biện con bạc có thể không đúng. Ví dụ: nếu luật chơi có thay đổi, một người chơi có thể sẽ có nhiều lợi thế hơn, dẫn đến tỉ lệ thắng được nâng lên. Tương tự như vậy, khả năng chiến thắng của một người chơi thiếu kinh nghiệm sẽ giảm nếu đối phương biết được và đánh vào điểm yếu của người đó. Đây là một ví dụ khác cho thiên hướng.

### Nguồn gốc

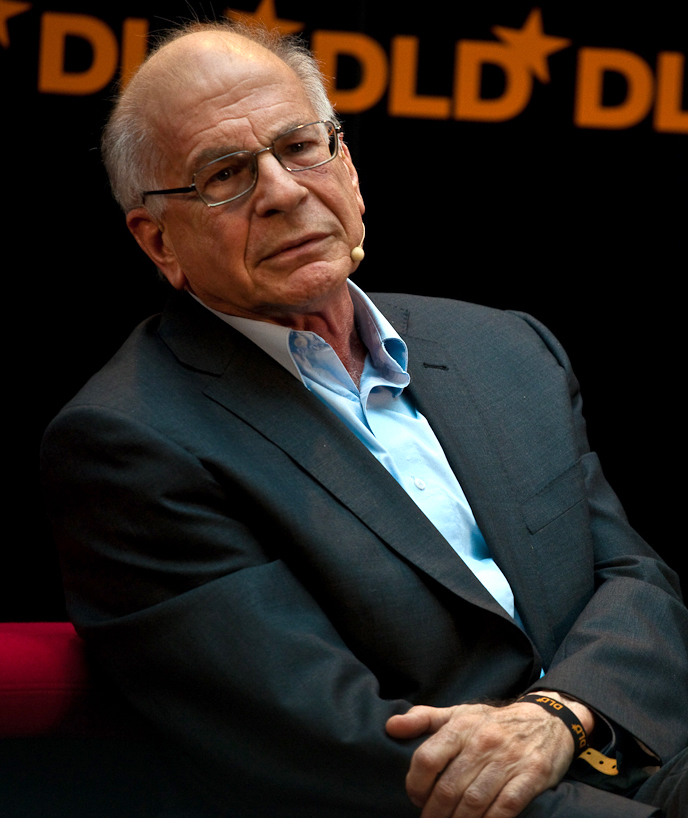
Daniel Kahneman

#### Trọng tài bóng chày

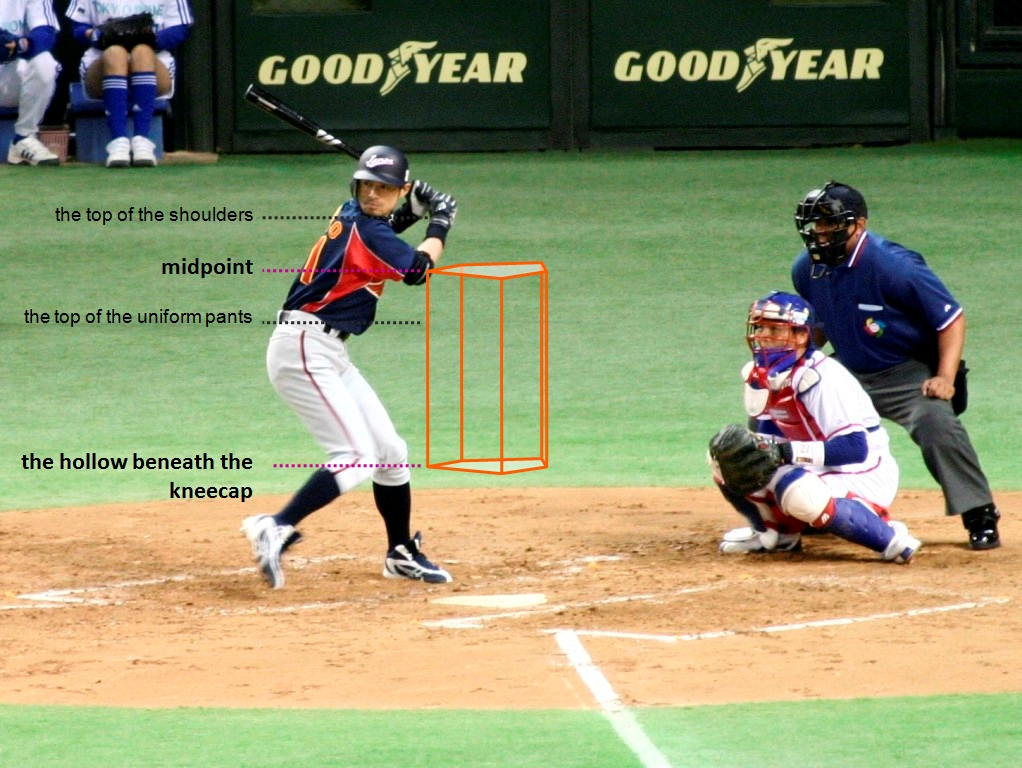
Vùng đánh bóng (Strike zone)

#### Người chơi xổ số

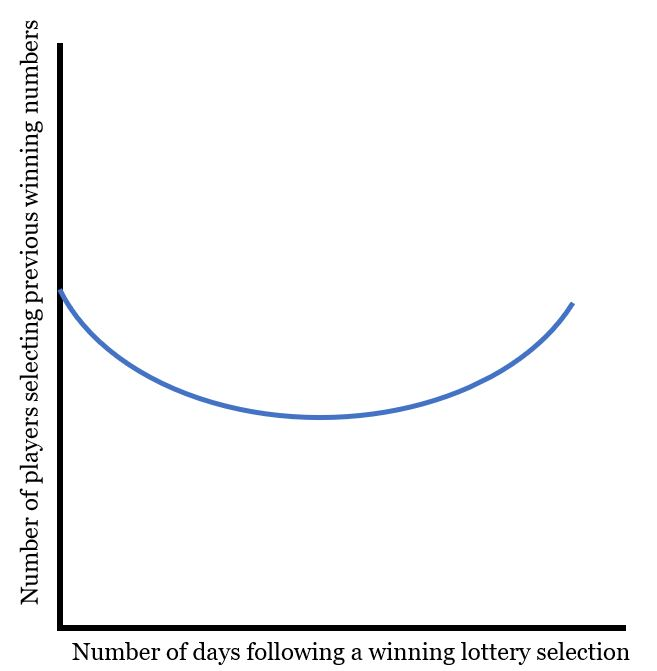
Ảnh hưởng của ngụy biện con bạc lên việc chọn xổ số, dựa trên nghiên cứu của Dek Terrell. Những người chơi xổ số sẽ chọn những mã từng thắng giải ít hơn trong các lần quay sau. Hiệu ứng này sẽ giảm dần theo thời gian, vì người chơi sẽ ít ngụy biện hơn.

## Tâm lý học